# Bhama Srinivasan
Bhama Srinivasan (nascida em 22 de abril de 1935)  é uma matemática conhecida por seu trabalho na teoria da representação de grupos finitos. Suas contribuições foram homenageadas com a Palestra Noether de 1990. Ela atuou como presidente da Association for Women in Mathematics de 1981 a 1983. Ela recebeu seu Ph.D. em física em 1959 Atualmente é professora da Universidade de Illinois em Chicago.

## Infância e educação
Srinivasan nasceu em Madras, Índia. Ela frequentou a Universidade de Madras, onde obteve o diploma de bacharel em artes em 1954 e o grau de mestre em ciências em 1955. Ela viajou para a Inglaterra para seu estudo de doutorado. Ela continuou na Inglaterra para iniciar sua carreira acadêmica profissional como professora de matemática na Universidade de Keele de 1960 a 1964.